# Гоуджекит (посёлок)
Гоуджеки́т — упразднённый в 1991 году посёлок Северо-Байкальском районе Республики Бурятия Российской Федерации.

## География
Располагался на правом берегу реки Гоуджекит (правый приток Тыи), в 25 км от города Северобайкальска (на северном берегу Байкала), в 40 км от районного центра Нижнеангарска, в 440 км от республиканского центра Улан-Удэ.

## История
Образован 22 апреля 1976 года.
12 мая 1978 года отнесён к категории рабочих посёлков.
18 февраля 1981 года посёлок и Гоуджекитский поссовет переданы в административное подчинение Северобайкальскому горсовету.
25 сентября 1981 года в административном подчинении Гоуджекитскому поссовету был зарегистрирован вновь возникший населённый пункт посёлок Солнечный.
12 июля 1991 года рабочий посёлок Гоуджекит был упразднён вместе с поссоветом. Изменение проведено в 1992 году.

## Население
| 1979 |
| ---- |
| 2503 |

## Транспорт
Стоит на автотрассе 81К-030 при ветви Байкало-Амурской магистрали к Северобайкальску.
Примерно в 8 км к востоку находится одноимённый разъезд Северобайкальского региона Восточно-Сибирской железной дороги.